# St. George (Staten Island)
St. George is een wijk van het New Yorkse stadsdeel Staten Island. Het ligt in het noorden van het eiland. De Staten Island Ferry, de veerboot naar Manhattan, vertrekt vanaf St. George. De wijk was oorspronkelijk onderdeel van het dorp New Brighton. In 1886 werd een nieuwe veerboothaven in St. George gebouwd, en werd de wijk vernoemd naar George Law die eigenaar van het gebied was. In 1898 werd Staten Island een borough van de stad New York, en werd St. George aangewezen als administratief centrum van de borough. De wijk wordt bestuurd door de Staten Island Community Board 1.

## Geschiedenis
In 1799 werd het New York Marine Hospital gebouwd in het huidige St. George. Het diende als quarantaine-station voor immigranten. Door omwonenden werd het ziekenhuis beschouwd als gevaarlijk voor de volksgezondheid. In de jaren 1840 en 1850 vonden uitbraken van gele koorts plaats in Staten Island. Op 1 en 2 september 1858 werd het ziekenhuis in brand gestoken. De verdachten werden later vrijgesproken door de rechter die in de buurt van het ziekenhuis woonde.
In 1834 werd een terrein bij het dorp New Brighton gekocht door de projectontwikkelaar Thomas E. Davis die een woonwijk bouwde. Door een economische crisis bleef het kleinschalig. In de jaren 1840 en 1850 ontwikkelde New Brighton zich als vakantieoord en werden er hotels en villa's aan de kust gebouwd. In de jaren 1880 werd George Law de eigenaar van het gebied.

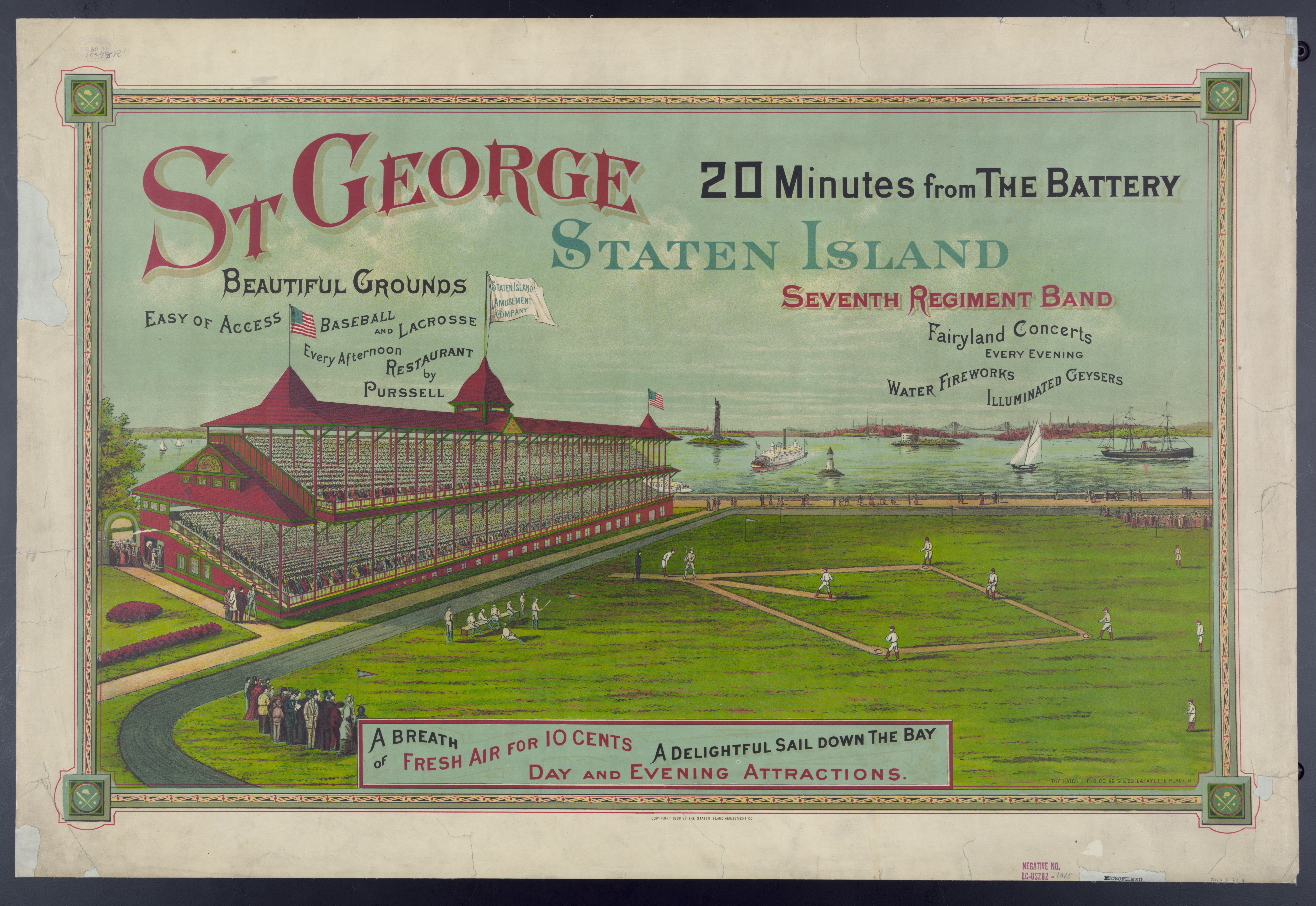
Advertentie van St. George (1886)

In 1851 bouwde Cornelius Vanderbilt de veerbootterminal Vanderbilt Landing bij het dorp Clifton. In 1860 werd de terminal verbonden met de Staten Island Railway, een spoorweglijn in Staten Island. In 1872 ging de spoorlijn en veerdienst failliet en werd gekocht door George Law. De spoorlijn werd doorverkocht aan Baltimore and Ohio Railroad. In 1886 werd besloten de veerbootterminal te verplaatsen naar St. George, omdat het de kortste afstand tot Manhattan was. George Law verkocht grond voor de bouw van de St. George Ferry Terminal, een gecombineerd station voor de Staten Island Ferry en de Staten Island Railway, onder voorwaarde dat het naar hem zou worden vernoemd.
In 1898 werd Staten Island geannexeerd door de stad New York. St. George werd aangewezen als administratief centrum van de borough, en in 1906 werd de Staten Island Borough Hall geopend. De wijk begon zich te ontwikkelen als zakencentrum van Staten Island. In 1905 werd de veerdienst overgenomen door de stad New York.
Fort Hill is een heuvel die over St. George uitkijkt. Tijdens de Amerikaanse Revolutie was door de Britten een redoute op de heuvel gebouwd. In de jaren 1920 werd een kasteel in Spaanse stijl op de heuvel gebouwd.
St. George bevindt zich een heuvelachtig terrein en was tot het midden van de 20e eeuw landelijk. Omdat Manhattan in 15 minuten met een gratis veerdienst kan worden bereikt, vond grootschalige woningbouw plaats in de wijk en werden veel appartementen gebouwd.

## Demografie
De wijken St. George en New Brighton vormen samen één censusgebied. In 2020 telden de wijken 20.549 inwoners. 21,4% van de bevolking is blank; 7,2% is Aziatisch; 31,9% is Afro-Amerikaans en 34,3% is Hispanic ongeacht ras of etnische groepering. Het gemiddelde gezinsinkomen was in 2019 met US$53.925 beneden het gemiddelde van de stad New York ($72.108).

## Geboren
- Emilio Estevez (1962), regisseur en acteur[15]

## Galerij

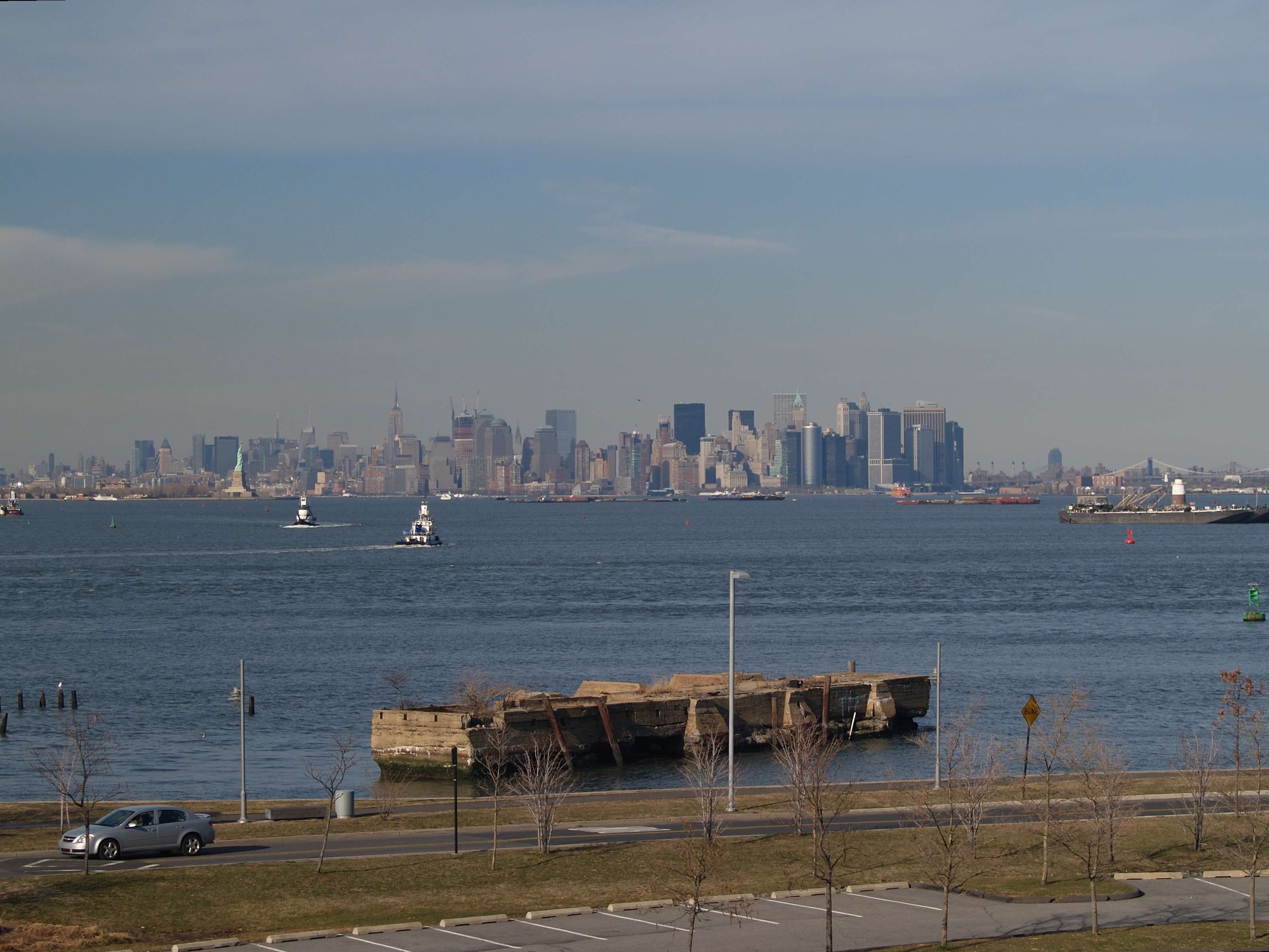
Manhattan gezien vanaf St. George
Oude ansichtkaart van St. George
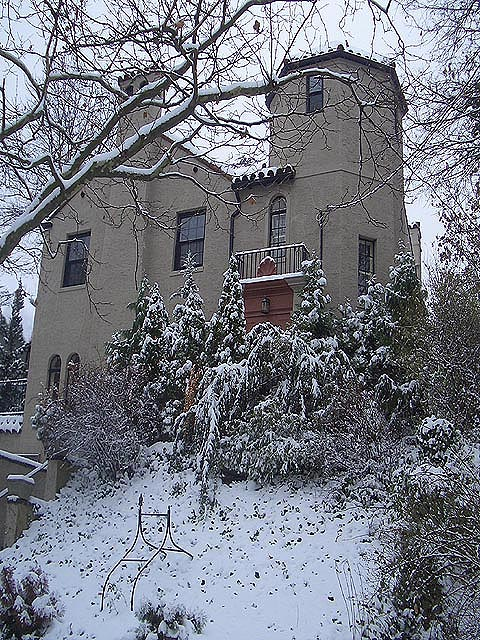
Fort Hill
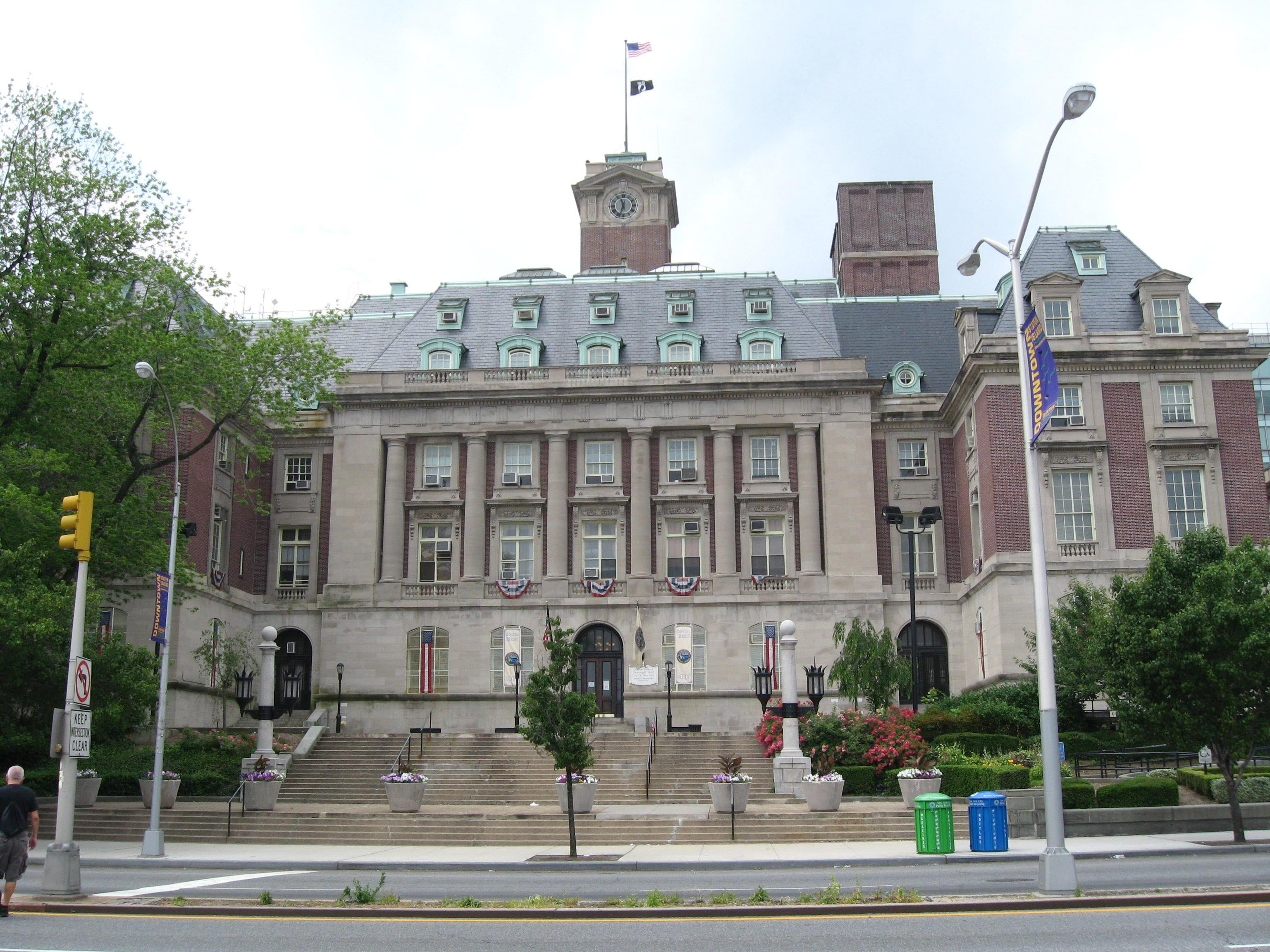
Staten Island Borough Hall
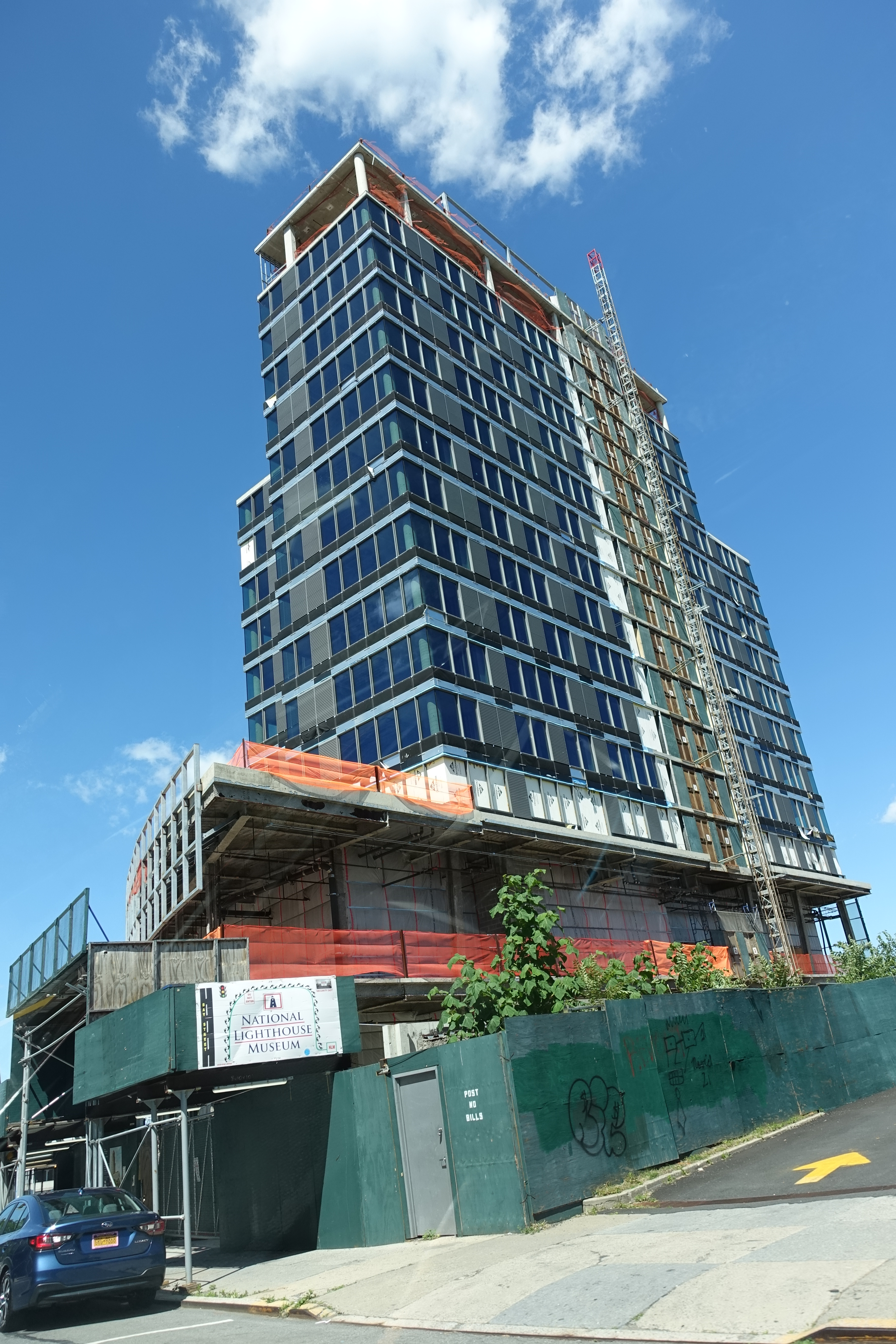
Onafgemaakt appartementen-complex na 2019 faillissement van de opdrachtgever (2022)
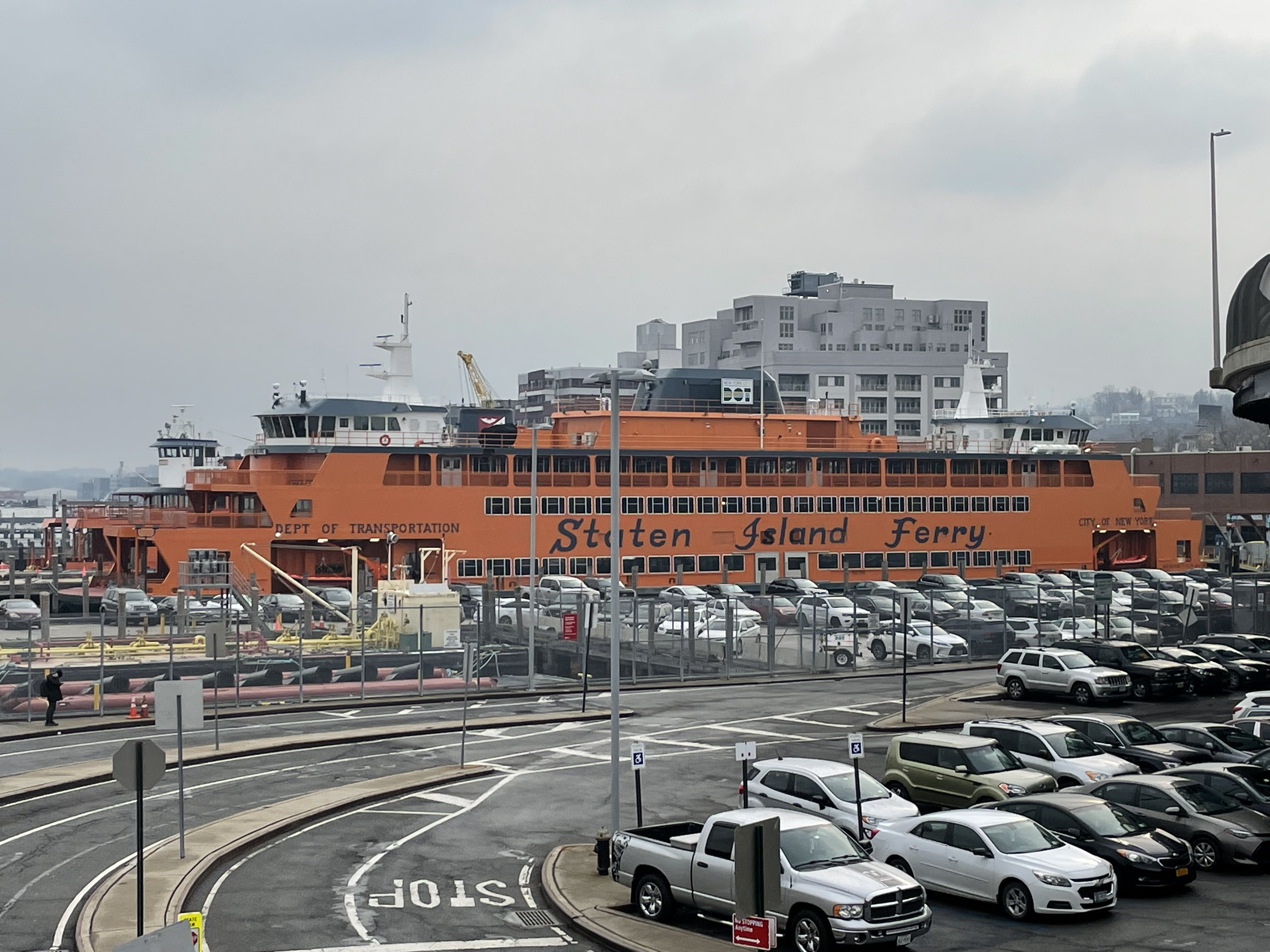
Veerboot

- National Archives and Records Administration: 10046407

Great Kills · New Dorp · Port Richmond · Rossville (Sandy Ground) · South Beach · St. George · Todt Hill · Tottenville